# Grugny
Grugny é uma comuna francesa na região administrativa da Normandia, no departamento de Sena Marítimo. Estende-se por uma área de 3,18 km². Em 2010 a comuna tinha 1 014 habitantes (densidade: 318,9 hab./km²).